# Ferdinand Kambere
Ferdinand Kambere est un homme politique de la république démocratique du Congo. Il est ministre de l'Emploi, du Travail et de la Prévoyance sociale dans le gouvernement Muzito I.